# Amt Buldern
Das Amt Buldern war ein Amt im alten Kreis Coesfeld in Nordrhein-Westfalen. Im Rahmen der nordrhein-westfälischen Gebietsreform wurde das Amt zum 1. Juli 1969 aufgelöst.

## Geschichte
Im Rahmen der Einführung der Landgemeindeordnung für die Provinz Westfalen wurde 1843 im Kreis Coesfeld die Bürgermeisterei Buldern in das Amt Buldern überführt. Dem Amt gehörten die beiden Landgemeinden Buldern  und Hiddingsel an.
Das Amt Buldern wurde zum 1. Juli 1969 durch das Gesetz zur Neugliederung von Gemeinden des Landkreises Coesfeld aufgelöst. Seine beiden Gemeinden Buldern und Hiddingsel wurden in die Stadt Dülmen eingegliedert, die auch Rechtsnachfolgerin des Amtes ist. Seit 1975 gehört die Stadt Dülmen zum neuen Kreis Coesfeld.

## Einwohnerentwicklung
| Jahr | Einwohner | Quelle |
| ---- | --------- | ------ |
| 1858 | 1625      | [ 2 ]  |
| 1871 | 1665      | [ 3 ]  |
| 1885 | 1757      | [ 4 ]  |
| 1910 | 1921      | [ 5 ]  |
| 1939 | 2356      | [ 6 ]  |
| 1950 | 3005      | [ 7 ]  |
| 1969 | 3956      | [ 7 ]  |